# Куценко, Юрий Михайлович
Юрий Михайлович Куценко (5 марта 1952, Таврово, Белгородский район, Курская область, РСФСР, СССР — 23 мая 2018, Белгород, Россия) — советский легкоатлет, призёр Олимпийских игр, мастер спорта международного класса.

## Спортивная карьера
Наивысшего результата Юрий Куценко добился на Олимпийских играх в Москве в 1980 году, став серебряным призёром в десятиборье с результатом 8331 очков.
После завершения спортивной карьеры жил в Белгороде, работал в Центре развития детско-юношеского футбола Центрального Федерального округа в городе Строителе тренером по ОФП.

## Награды и звания
- Медаль «За трудовую доблесть»[5]
- Медаль «За заслуги перед Землей Белгородской» I степени[5]
- Знак «Отличник физкультуры и спорта»[5]
- Знак «За заслуги в развитии Олимпийского движения в России»[5]
- Знак «За развитие спорта в Белгородской области»[5]
- Звание «Ветеран труда»[5]
- Звание «Заслуженный мастер спорта России»[5]
- Звание «Почетный гражданин города Белгорода», присвоено постановлением главы администрации города Белгорода от 11 марта 1996 года № 294 за большие спортивные достижения и активное участие в пропаганде и развитии физической культуры и спорта в городе Белгороде[5].

## Образование
Учился в сельской восьмилетней школе. После окончания школы поступил в Шебекинский химико-механический техникум, где увлёкся спортивным ориентированием. 
В 1978 году поступил на заочное отделение факультета физического воспитания Белгородского педагогического института.
В 1983 году окончил Белгородский государственный педагогический институт имени М.С. Ольминского по специальности «Физическое воспитание».

## Деятельность
С детства занимался спортом, пробовал себя в разных видах, но остановился на лёгкой атлетике и выбрал десятиборье — самый трудный вид легкой атлетики, который включает бег на 100 м, 110 м с барьерами, 400 м, 1500 м, прыжки в длину, в высоту, с шестом, толкание ядра, метание диска и копья. Выступал за общество «Труд».
Юрий Михайлович вспоминал, что на выбор повлиял комплекс нормативов ГТО, который обязательно сдавали на котельном заводе (позже – «Энергомаш»), где он работал. Тренировал спортсмена Валерий Рудов. Вместе они распланировали план достижений. Главной целью в нём было выступление на Олимпиаде-1980 в Москве. Победив на чемпионате СССР в 1980 году, Юрий Куценко попал в олимпийскую сборную страны и стал её капитаном.
Чтобы успешно выступить на Играх и занять призовое место, нужно было набрать 8 300 очков. Белгородский многоборец набрал 8 331 и завоевал серебро. Эта медаль стала первой завоёванной на Олимпиадах представителем Белгородской области. Из большого спорта Юрий Михайлович ушёл в 1984 году и почти 20 лет проработал на заводе «Энергомаш». Регулярно участвовал в спартакиадах ветеранов Белгородской области, проводил олимпийские уроки в школах Белгорода и мотивировал детей заниматься спортом.
С 2005 года по 2010 год работал тренером по общефизической подготовке в Центре развития детско-юношеского футбола ЦФО. С 2011 года работал в должности инструктора-методиста ОГАУ «СШОР № 4 Белгородской области».
После завершения спортивной карьеры жил в Белгороде, работал в Центре развития детско-юношеского футбола Центрального Федерального округа в городе Строителе тренером по ОФП.
В 2014 году Юрий Куценко участвовал в эстафете Олимпийского огня перед Играми в Сочи. 
В 2015-м его выбрали послом ГТО по Белгородской области.